# Neobatrachia
Neobatrachia – podrząd płazów bezogonowych (Anura) o kosmopolitycznym zasięgu występowania. Obejmuje około 96% współcześnie żyjących gatunków płazów bezogonowych. Ich wczesna ewolucja jest jednoznacznie wiązana z Gondwaną. 

## Rodziny
- Brachycephalidae
- ropuchowate Bufonidae
- żaby neotropikalne (żaby południowe) Leptodactylidae
- żaby australijskie Myobatrachidae
- rzekotki australijskie Pelodryadidae
- Rhinodermatidae
- żaby seszelskie Sooglossidae
- Nasikabatrachidae
- Allophrynidae
- żaby szklane Centrolenidae
- rzekotkowate Hylidae
- żaby dziwaczne Pseudidae
- Arthroleptidae
- żaby trujące (drzewołazy) Dendrobatidae
- żaby łopatonose Hemisotidae
- żaby szuwarowe Hyperoliidae
- Mantellidae
- żaby wąskopyskie Microhylidae
- żabowate Ranidae
- żaby latające Rhacophoridae

Zaliczana do tej grupy płazów rodzina Heleophrynidae (straszaki) jest uważana za takson siostrzany wszystkich pozostałych rodzin Neobatrachia.